# شاتیوا
شاتیوا (به اسپانیایی: Játiva) یک پایتخت و دهستان در اسپانیا است که در Costera واقع شده‌است. شاتیوا ۷۶٫۵۶ کیلومتر مربع مساحت و ۲۹٬۳۸۶ نفر جمعیت دارد و ۱۱۵ متر بالاتر از سطح دریا واقع شده‌است.